# Aphis torquens
Aphis torquens är en insektsart. Aphis torquens ingår i släktet Aphis och familjen långrörsbladlöss. Inga underarter finns listade i Catalogue of Life.